# My House (EP)
| Recensione | Giudizio |
| ---------- | -------- |
| AllMusic   |          |

My House è il quarto extended play del rapper americano Flo Rida, pubblicato il 7 aprile 2015 da Poe Boy Entertainment e Atlantic Records.
My House precede l'uscita del quinto album in studio di Flo Rida, The Perfect 10.

## Tracce
1. Once in a Lifetime – 3:34 (Gamal Lewis, Henry Walter, Jacob Hindlin, Joshua Coleman, Lukasz Gottwald, Max Martin, Tramar Dillard)
2. My House – 3:12 (Ross Golan, Johan Carlsson, Roy Hammond, Tramar Dillard)
3. I Don't Like It, I Love It (feat. Robin Thicke & Verdine White) – 3:44 (Alexander Izquierdo, Breyan Isaac, Geoffrey Early, Jamie Sanderson, Pierre-Antoine Melki, Raphaël Judrin, Thomas Troelsen, Tramar Dillard)
4. Wobble – 3:06 (Antonio Mobley, Breyan Isaac, Rudolph Toombs, Tramar Dillard, William Lobban-Bean)
5. Here It Is (feat. Chris Brown) – 3:12 (Alexander Izquierdo, Justin Franks, Josh Abraham, Oliver Goldstein, Teemu Brunila, Thomas Troelsen, Tramar Dillard)
6. G.D.F.R. (feat. Sage the Gemini & Lookas) – 3:10 (Charles Miller, Dominic Woods, Gerald Goldstein, Harold Brown, Howard Scott, Justin Franks, Lee Oskar, Leroy Jordan, Caren, Morris Dickerson, Sylvester Allen, Tramar Dillard)
7. That's What I Like (feat. Fitz) – 3:15 (Breyan Isaac, Frederick Hibbert, Sanderson, Jimmy Marinos, Mike Skill, Teemu Brunila, Thomas Troelsen, Tramar Dillard, Vincent Venditto, Wally Palamarchuk)

Tracce bonus nell'edizione giapponese
1. G.D.F.R. (feat. Sage the Gemini & Lookas) (DJ Kay Rich x Up 2 No Good Remix) – 2:54 (Charles Miller, Dominic Woods, Gerald Goldstein, Harold Brown, Howard Scott, Justin Franks, Lee Oskar, Leroy Jordan, Caren, Morris Dickerson, Sylvester Allen, Tramar Dillard)
2. G.D.F.R. (feat. Sage the Gemini & Lookas) (K Theory Remix) – 3:07 (Charles Miller, Dominic Woods, Gerald Goldstein, Harold Brown, Howard Scott, Justin Franks, Lee Oskar, Leroy Jordan, Caren, Morris Dickerson, Sylvester Allen, Tramar Dillard)
3. G.D.F.R. (feat. Sage the Gemini & Lookas) (Noodles Remix) – 4:24 (Charles Miller, Dominic Woods, Gerald Goldstein, Harold Brown, Howard Scott, Justin Franks, Lee Oskar, Leroy Jordan, Caren, Morris Dickerson, Sylvester Allen, Tramar Dillard)

## Classifiche
| Classifiche (2015)        | Posizione massima |
| ------------------------- | ----------------- |
| Danimarca                 | 10                |
| Finlandia                 | 17                |
| Norvegia                  | 1                 |
| Stati Uniti               | 14                |
| Stati Uniti (R&B/hip-hop) | 10                |
| Stati Uniti (rap)         | 8                 |
| Svezia                    | 8                 |

## Uso nei media
Il brano That's What I Like è stato usato per il primo trailer del film Snoopy & Friends.